# Beania hyadesi
Beania hyadesi is een mosdiertjessoort uit de familie van de Beaniidae. De wetenschappelijke naam van de soort is, als Diachoris hyadesi, voor het eerst geldig gepubliceerd in 1888 door Jullien.